# Lor
Lor – miejscowość i gmina we Francji, w regionie Hauts-de-France, w departamencie Aisne.
Według danych na styczeń 2014 roku gminę zamieszkiwało 149 osób, a gęstość zaludnienia wynosiła 17,4 osób/km².